# Ligan
Ligan is een dorp in Indonesië, gelegen op het eiland Sumatra. Het ligt in de provincie Atjeh, en valt onder het regentschap Aceh Jaya. Ligan heeft 804 inwoners (2010).